# Rochelle (Illinois)
Rochelle – miasto w Stanach Zjednoczonych, w stanie Illinois, w hrabstwie Ogle.